# Thirty-Three & 1/3
Thirty-Three & 1/3 è il settimo album da solista di George Harrison.
È stato il primo album dell'ex Beatle a essere pubblicato sotto la sua nuova etichetta personale, la Dark Horse Records.
Il titolo deriva dall'età di Harrison durante la registrazione dell'album (33 anni e 4 mesi) e dalla velocità di riproduzione di un LP.
Finalmente libero dai limiti imposti dalla Apple, Harrison registrò un album più vivace e fresco dei due precedenti, ricevendo apprezzamenti dalla critica.
Le vendite (aiutate da un'apparizione al Saturday Night Live in coppia con Paul Simon) furono ugualmente lusinghiere: 11º posto negli USA e 35º in Gran Bretagna. I singoli estratti ebbero un buon successo negli Stati Uniti: 19º posto per Crackerbox Palace e 25º per This Song. Si trattava in ogni caso di vendite ben lontane da quelle dei primi anni '70, che testimoniavano la progressiva perdita d'interesse nei confronti di Harrison. D'altro canto l'artista inglese stava a sua volta perdendo interesse per il mondo del music business: il seguito di Thirty-Three & 1/3, l'eponimo George Harrison, si farà attendere tre anni.
Da notare le sonorità funkeggianti, Crackerbox Palace, la reinterpretazione di True Love (di Cole Porter) e This Song: quest'ultima una canzone che ironizza sul celebre caso di plagio che coinvolse George Harrison e la sua My Sweet Lord.

## Il disco

### Origine e storia
Nel maggio 1974, George Harrison firmò un contratto discografico quinquennale con la A&M Records per la distribuzione delle uscite Dark Horse Records. Oltre ai dischi degli artisti della scuderia Dark Horse, l'accordo includeva anche quattro album solisti di Harrison, il primo dei quali programmato per il 26 luglio 1976, dopo la fine del contratto dei Beatles con la EMI nel gennaio di quell'anno. Harrison trascorse i primi mesi del 1976 coinvolto in attività extra-musicali. Tra queste, ci fu anche l'udienza in tribunale, a New York, per la celebre causa di plagio intentatagli dalla Bright Tunes, che sosteneva Harrison avesse infranto la legge sul diritto d'autore "copiando" la melodia di My Sweet Lord dalla canzone He's So Fine delle Chiffons. Mentre si trovava a Los Angeles tra febbraio e marzo, George lavorò al progetto di un documentario sul suo tour del 1974 in Nord America con Ravi Shankar. Nello stesso periodo, egli fece un'apparizione come ospite speciale sul palco insieme ai Monty Python, e uno di essi, Michael Palin, a posteriori raccontò che Harrison sembrava "stanco e malato"; l'autore Peter Doggett attribuì il precario stato di salute di Harrison al suo stile di vita dell'epoca, che comprendeva abbondanti e frequenti bevute di alcol e uso di cocaina, a seguito del fallimento del suo matrimonio con Pattie Boyd nel 1974.
Dopo aver iniziato le sessioni di registrazione per l'album verso la fine di maggio, Harrison contrasse un'epatite e non fu in grado di proseguire i lavori per tutto il resto dell'estate. Con l'aiuto della compagna Olivia Arias – che ricorse a rimedi naturali come l'agopuntura dopo che George non aveva risposto positivamente a trattamenti medici più convenzionali – egli si riprese gradualmente verso la fine dell'estate. In seguito Harrison dichiarò: «Ho avuto bisogno di beccarmi l'epatite per smettere di bere». Il titolo per il nuovo album riflette l'età anagrafica di Harrison all'epoca della registrazione, ma anche la velocità con la quale suona sul giradischi un disco in vinile a 33 giri.

### Registrazione

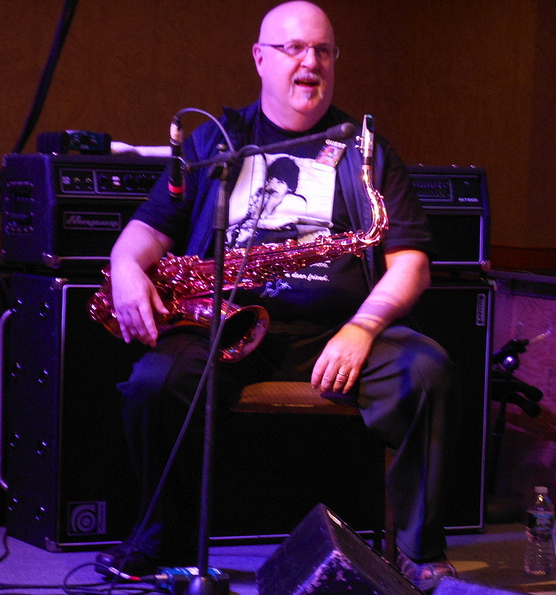
Tom Scott (fotografato durante una convention di fan dei Beatles nel 2013) fornì l'assistenza produttiva per Thirty Three & ⅓, assicurandosi che l'album avesse un maggiore appeal commerciale rispetto agli ultimi lavori di Harrison.

Harrison iniziò la registrazione di Thirty Three & ⅓ il 24 maggio 1976, nel suo studio casalingo a Friar Park, FPSHOT. Egli aveva già inciso le tracce base di dodici canzoni prima di contrarre l'epatite. Avendo ammesso in una recente intervista con Melody Maker che avrebbe preferito lavorare in futuro con un co-produttore, Harrison scritturò il sassofonista ed arrangiatore Tom Scott per fornirgli l'assistenza necessaria riguardo alla produzione del disco. Insieme, i due decisero di dare una impronta funk a molti pezzi sul disco, così da "svecchiare" le sonorità della musica di Harrison.

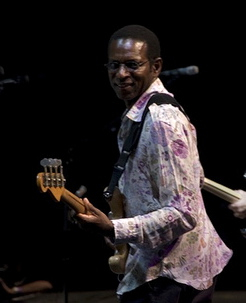
Il bassista Willie Weeks fu tra i musicisti che suonarono sull'album.

Tutti i musicisti reclutati da Harrison per suonare nel corso delle sessioni erano statunitensi, e comprendevano Willie Weeks (basso), Alvin Taylor (batteria), Richard Tee e David Foster (tastiere), ed Emil Richards (percussioni). I collaboratori abituali di Harrison, Gary Wright e Billy Preston, contribuirono anch'essi suonando le tastiere. Secondo gli autori Chip Madinger e Mark Easter, una delle poche cose che George fu in grado di fare nel periodo estivo, nonostante fosse ammalato, fu sovraincidere un assolo di chitarra acustica alla ballata Learning How to Love You.
Harrison selezionò dieci delle dodici tracce originarie per l'inclusione nel nuovo album. Egli disse che See Yourself, brano che aveva iniziato a comporre nel 1967, era una di quelle canzoni che gli piacquero sempre di più mano a mano che vi aggiungeva strumenti durante le sovraincisioni. Woman Don't You Cry for Me e Beautiful Girl erano altre due composizioni che risalivano alla fine degli anni sessanta che Harrison rivisitò per Thirty Three & ⅓; la prima di queste era una canzone da lui scritta mentre era in tour con Delaney & Bonnie. Come See Yourself, Dear One si ispirava agli insegnamenti di Paramhansa Yogananda, l'autore di Autobiografia di uno Yogi e profonda influenza per Harrison sin dalla sua visita in India nel settembre 1966. Nella sua autobiografia I, Me, Mine, George scrive che Dear One è molto probabilmente l'unica canzone da lui scritta con un'accordatura in La.
Tra le nuove composizioni, This Song era l'ironica risposta da parte di Harrison al verdetto della causa di plagio My Sweet Lord/He's So Fine. Crackerbox Palace era invece stata scritta dopo aver incontrato il manager del comico Lord Buckley nel gennaio 1976, mentre Pure Smokey era un omaggio a Smokey Robinson, da sempre idolo musicale di Harrison. It's What You Value – che parlava di quando il batterista Jim Keltner aveva rifiutato di essere pagato per la partecipazione al tour di Harrison del 1974, chiedendo invece in cambio una Mercedes 450SL – rifletteva il crescente interesse dell'autore per la Formula 1, e nel testo è presente un riferimento alla Tyrrell P34. Infine, Harrison registrò una reinterpretazione in chiave pop dello standard True Love di Cole Porter.
Harrison completò la lavorazione dell'album il 13 settembre 1976, in ritardo di circa due mesi rispetto alla data concordata con la A&M Records.

## Pubblicazione
A 1976 inoltrato, la A&M Records era preoccupata dal fatto che il parco artisti della Dark Horse – che includeva Shankar, Stairsteps e gruppi poco conosciuti come Splinter e Jiva – nei due anni trascorsi non fosse riuscito a generare abbastanza introiti da coprire gli investimenti fatti dalla compagnia. La A&M decise quindi di "scaricare" l'etichetta e, nel tentativo di recuperare i costi, nel settembre 1976 fece causa a Harrison per 10 milioni di dollari, citando il suo ritardo nella consegna di Thirty Three & ⅓. Quello stesso mese, il giudice di New York Richard Owen stabilì che Harrison aveva "inconsciamente" plagiato parte della melodia della canzone He's So Fine delle Chiffons per My Sweet Lord. Risolta la questione con la A&M restituendo il suo anticipo personale, Harrison passò alla Warner Bros. Records, dove il vecchio amico Derek Taylor era ora uno dei dirigenti esecutivi. Thirty Three & ⅓ e il singolo promozionale This Song, uscirono entrambi su etichetta Dark Horse Records in novembre, distribuiti dalla Warner.
Thirty Three & ⅓ andò molto meglio dei precedenti Dark Horse ed Extra Texture, soprattutto negli Stati Uniti dove raggiunse la posizione numero 11 in classifica e venne certificato disco d'oro dalla RIAA con vendite superiori alle 800,000 copie. In Gran Bretagna, l'album si classificò al numero 35. Se in America i singoli This Song e Crackerbox Palace raggiunsero rispettivamente la posizione numero 25 e 19 nella classifica Billboard Hot 100, nessuno dei tre 45 giri pubblicati nel Regno Unito – This Song, True Love e It's What You Value – riuscì ad entrare in classifica nella top 50. Il giornalista musicale Paul Du Noyer scrisse in seguito che l'avvento del "punk rock aveva reso obsoleta la musica di Harrison in patria, ma non negli States."

## Promozione
Harrison supervisionò un'estesa campagna promozionale per Thirty Three & ⅓, e si trattò della prima volta che fece una cosa del genere per un suo lavoro solista. Le sue attività inclusero apparizioni sulla stampa, ed interviste radiofoniche e televisive, in città scelte degli Stati Uniti, prima di spostarsi in Gran Bretagna, Germania e Paesi Bassi. Il 20 novembre 1976, Harrison fece un'apparizione insieme a Paul Simon come ospite musicale del Saturday Night Live; i due eseguirono insieme Here Comes the Sun e Homeward Bound nel corso del programma.
Inoltre, Harrison girò dei filmati promozionali, tutti in stile comico, per i singoli This Song, Crackerbox Palace e True Love. Il primo di questi fu diretto dallo stesso Harrison e girato presso l'aula di giustizia della corte di Los Angeles, con la partecipazione di Jim Keltner e Ron Wood. Eric Idle diresse i videoclip di Crackerbox Palace e True Love, entrambi girati a Friar Park.

## Tracce
Lato A
1. Woman Don't You Cry for Me – 3:18
2. Dear One – 5:08
3. Beautiful Girl – 3:39
4. This Song – 4:13
5. See Yourself – 2:51

Lato B
1. It's What You Value – 5:07
2. True Love – 2:45
3. Pure Smokey – 3:56
4. Crackerbox Palace – 3:57
5. Learning How to Love You – 4:13

## Formazione
- George Harrison – voce, chitarra elettrica ed acustica, sintetizzatore, percussioni, cori
- Tom Scott – sassofono, flauto, lyricon
- Richard Tee – piano, organo, Fender Rhodes
- Willie Weeks – basso
- Alvin Taylor – batteria
- Billy Preston – piano, organo, sintetizzatore
- David Foster – Fender Rhodes, clavinet
- Gary Wright – tastiere
- Emil Richards – marimba

## Accoglienza
| Recensione                    | Giudizio |
| ----------------------------- | -------- |
| AllMusic                      | [ 56 ]   |
| The Rolling Stone Album Guide | [ 57 ]   |
| Blender                       | [ 58 ]   |
| Robert Christgau              | B-       |
| Ondarock                      | [ 60 ]   |
| Mojo                          | [ 61 ]   |
| Encyclopedia of Popular Music | [ 62 ]   |
| Uncut                         | [ 63 ]   |
| Music Story                   | [ 64 ]   |

### Recensioni contemporanee
Dopo il disappunto mostrato verso Dark Horse ed Extra Texture nel periodo 1974-75, Thirty Three & ⅓ venne generalmente accolto dalla critica come un ritorno in piena forma. Il nuovo album ebbe le migliori recensioni per Harrison sin dai tempi di All Things Must Pass (1970).
Billboard descrisse il disco "un album solare e allegro, pieno di canzoni d'amore e battute divertenti che è il suo lavoro più commerciale". Il recensore giudicò la produzione "di prim'ordine" prima di concludere: "La scrittura melodica di Harrison, spesso spettacolare, si mostra in maniera brillante in questo disco." Su Melody Maker, Ray Coleman scrisse che la Warner Bros. aveva bisogno di far rialzare le quotazioni di Harrison, ristabilendo la sua reputazione come artista solista, ed aggiunse: "La domanda è semplicemente se la musica [contenuta in Thirty Three & ⅓] meriti questo. Inequivocabilmente, la risposta è si".
In una recensione particolarmente favorevole, Richard Meltzer di The Village Voice descrisse il nuovo lavoro di Harrison "il suo miglior LP dai tempi di All Things Must Pass del 1970". Michael Gross scrisse sulla rivista Swank che Harrison "sembra che con 33 1/3 si sia sbloccato", aggiungendo: "Se una nuova casa discografica, una nuova fidanzata;... Olivia Arias, e un nuovo album lo hanno messo in una posizione più stabile in questo "mondo materiale", egli potrebbe riguadagnarsi il titolo di ex-Beatle da tenere d'occhio dal punto di vista artistico."
Meno impressionato, il recensore di Rolling Stone Ken Tucker, egli lodò brani come Woman Don't You Cry for Me e This Song ma deplorò sia "il persistente tono predicatorio di George" che la presenza di Scott alla produzione, che rese, secondo lui, la musica dell'album "sincera tanto quanto il cellophane". Il critico di NME Bob Woffinden ebbe parole di elogio per Harrison come chitarrista ma lo criticò come paroliere, prima di concludere: "Il contegno generale di Harrison è sicuramente più incoraggiante; ... Anche se non è un album di particolare valore, è un lavoro che mi porta a credere che la sua miglior opera potrebbe non essere necessariamente alle sue spalle."
Scrivendo nel 1977, Nicholas Schaffner trovò che, paragonandole a quelle di All Things Must Pass, le canzoni in Thirty Three & ⅓ "si affidassero alla pura melodia ed alla stessa musicalità di George piuttosto che ricorrere a orchestrazioni abbaglianti e produzione altisonante". Schaffner aggiunse: "La bontà della sua performance alla chitarra slide e al sintetizzatore, non ha eguali nel rock, e Thirty-Three & 1/3 vanta la raccolta più varia e armoniosa di melodie mai prodotte da Harrison fino ad oggi".
Robert Christgau, da sempre critico nei confronti di Harrison, diede a Thirty Three & ⅓ una "B-", il voto più alto mai dato a un album solista di un ex-Beatle. Christgau scrisse: "Questo album non è così mondano come George vuole che tu pensi - o come pensa lui stesso, per quanto ne so – ma tuttavia non è così pieno di merda",  e lodò Crackerbox Palace come miglior canzone di Harrison sin dai tempi di Here Comes the Sun.

### Recensioni moderne
In una recensione per Rolling Stone scritta dopo la morte di Harrison nel novembre 2001, Greg Kot disse a proposito di Thirty Three & ⅓: Crackerbox Palace ha un luccichio negli occhi, il tipo di canzone che in passato il sempre più serioso Harrison non avrebbe mai inciso; ... Il ritmo della melodia è quasi simile a quello di This Song; ... Le due tracce costituiscono il nucleo del miglior disco del chitarrista sin dal suo album solista di debutto." Avendo intervistato Harrison per Guitar World nel 1987, Rip Rense lodò gli assolo in tracce quali Learning How to Love You e Beautiful Girl, e giudicò "sottovalutata" la carriera solista di Harrison in retrospettiva: "per me è sua la discografia solista migliore degli ex-Beatles, in quanto è la più sostanziosa come melodia, struttura, e contenuto. Thirty-Three & 1/3, per esempio, potrebbe essere considerato un capolavoro minore; ..."
Nel 2004, Mac Randall della Rolling Stone Album Guide indicò Beautiful Girl come "uno dei molti punti forti del suo ottimistico ritorno alla forma pop, Thirty-Three & 1/3". Scrivendo sulla rivista The Word quello stesso anno, Paul Du Noyer si riferì all'album come "il tesoro nascosto" del periodo "Dark Horse Records", e in una contemporanea recensione per la rivista Blender, egli indicò Crackerbox Palace e Learning How to Love You come i brani migliori. Jason Korenkiewicz del sito web PopMatters scrisse che la rimasterizzazione del disco "permette alle chitarre di squillare, e le percussioni hanno una nitidezza che era nascosta nelle versioni precedenti". Korenkiewicz incluse Dear One tra i pezzi migliori del disco, e concluse dicendo che Thirty Three & ⅓ "era il lavoro migliore di Harrison fin da All Things Must Pass". Del parere opposto, Kit Aiken di Uncut descrisse l'opera un "album stranamente ordinario" che riflette "la perdita di fiducia e d'ispirazione" seguita alla causa legale per My Sweet Lord. Scrivendo per la stessa rivista nel luglio 2012, David Quantick incluse Thirty Three & ⅓ tra i migliori lavori solisti di Harrison, insieme a All Things Must Pass e Cloud Nine.

## Ristampa del 2004
L'album è stato ristampato in formato CD nel 2004, sia individualmente sia come parte integrante del cofanetto The Dark Horse Years 1976-1992. La ristampa presenta un suono rimasterizzato, un libretto molto curato e una bonus track, Tears of the World (brano originariamente destinato a Somewhere in England e rifiutato dall'etichetta discografica).